# Tuvträsk
Tuvträsk is een plaats in de gemeente Lycksele in het landschap Lapland en de provincie Västerbottens län in Zweden. De plaats heeft 60 inwoners (2005) en een oppervlakte van 17 hectare. De plaats ligt ongeveer tien kilometer ten zuidwesten van de stad Lycksele aan het kleine meer Tuvträsket.

## Verkeer en vervoer
Bij de plaats loopt de Länsväg 365.